# Sveriges Skolledare
Sveriges Skolledare är ett fackförbund inom Saco som organiserar ledare inom utbildningsväsendet, både det offentliga och det privata. Förbundet grundades den 1 januari 2023 genom en sammanslagning av Lärarförbundet Skolledare och Sveriges skolledarförbund. Förbundsordförande är sedan årsskiftet Matz Nilsson och Ann-Charlotte Gavelin Rydman, de delar på ledarskapet fram till första ordinarie kongress våren 2024.
Förbundet organiserar medlemmar från förskola till högskola, och är det största chefsförbundet inom Saco.